# Campionati mondiali di tiro a volo 1959
I campionati mondiali di tiro 1959 furono la nona edizione dei campionati mondiali di questo sport e si disputarono a Il Cairo.

## Risultati

### Uomini

#### Fossa olimpica
| Evento      | Oro                                                          | Oro       | Argento          | Argento   | Bronzo             | Bronzo    |
| Evento      | Atleta                                                       | Risultato | Atleta           | Risultato | Atleta             | Risultato |
| Individuale | Hassan Badrawi                                               | 293       | Edoardo Casciano | 292       | Galliano Rossini   | 290       |
| A squadre   | Italia Edoardo Casciano Giorgio Tomassini Galliano Rossini ? | 578       | Libano ?         | 572       | Rep. Araba Unita ? | 569       |

#### Skeet
| Evento      | Oro        | Oro       | Argento       | Argento   | Bronzo          | Bronzo    |
| Evento      | Atleta     | Risultato | Atleta        | Risultato | Atleta          | Risultato |
| Individuale | Oleg Losev | 195       | Yuri Tsuranov | 192       | Nikolái Durniev | 191       |

## Medagliere
Nazione ospitante
| Posiz. | Nazione          | Oro | Argento | Bronzo | Totale |
| ------ | ---------------- | --- | ------- | ------ | ------ |
| 1      | Italia           | 1   | 1       | 1      | 3      |
| 1      | Unione Sovietica | 1   | 1       | 1      | 3      |
| 3      | Rep. Araba Unita | 1   | 0       | 1      | 2      |
| 4      | Libano           | 0   | 1       | 0      | 1      |